# Erlenmeyer
Un erlenmeyer, o matràs d'Erlenmeyer o flascó d'Erlenmeyer, és un recipient de vidre cònic amb un coll cilíndric i pla per la base que s'utilitza en els laboratoris. Gràcies a la seva forma és molt estable i facilita que hom en pugui rascar les parets per desenganxar-ne els precipitats. S'empra en les valoracions, per manipular líquids més aviat volàtils i en treballs generals de laboratori. Fou dissenyat pel químic alemany Richard August Carl Emil Erlenmeyer (1825–1909) el 1861, del qual prové el nom.

## Disseny

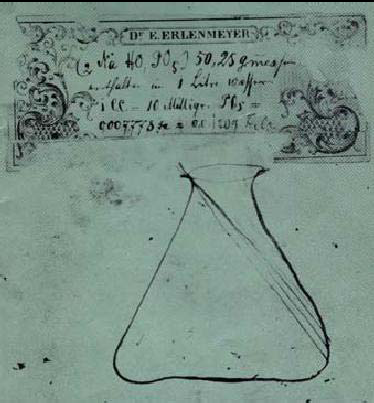
Disseny original del matràs d'Erlenmeyer, de Richard August Carl Emil Erlenmeyer.

Els matrassos d'Erlenmeyer tenen bases amples, amb els costats que disminueixen de mida formant un petit coll vertical. Es poden graduar i sovint tenen una zona de vidre esmerilat o esmalt on es poden marcar amb llapis. Les seves parets que s'estrenyen i el seu coll el diferencien del vas de precipitats. N'hi ha de diversos materials, com ara vidre o plàstic, i volums depenent del seu ús.

## Usos

### Usos en química
Les parets laterals i el coll estret d'aquest matràs permeten que els continguts es puguin barrejar remenant-lo sense risc de vessament. Per tant, és apte per a realitzar-hi valoracions situant-lo sota la bureta i afegint-hi la solució mostra i l'indicador. Aquestes característiques també el fan apte per a escalfar-hi líquids. Els vapors calents es condensen a la secció superior del matràs, per la qual cosa es redueix la pèrdua de solució. S'hi pot col·locar un embut de filtració gràcies al seu coll estret.
Aquests dos últims atributs el fan escaient per a la recristal·lització. La mostra que s'ha de purificar s'escalfa fins a l'ebullició i s'afegeix prou dissolvent per a obtenir una dissolució completa. El matràs receptor s'omple amb una mica de dissolvent i s'escalfa fins que bulli. La solució calenta es filtra a través d'un paper de filtre cap al matràs receptor. Els vapors calents resultants del dissolvent bullent mantenen el paper de filtre calent, evitant una cristal·lització prematura.
De la mateixa manera que el vas de precipitats, el matràs d'Erlenmeyer no és apropiat per a realitzar mesures volumètriques precises. Les seves marques de volum tenen una precisió del 5 %.

### Usos en biologia
Els matrassos d'Erlenmeyer també s'empren en microbiologia per a la preparació de cultius microbiològics. Els matrassos usats en cultius cel·lulars són esterilitzats i poden presentar un forat de ventilació per a millorar l'intercanvi gasós durant la incubació i l'agitament. L'ús de volums líquids mínims, normalment de no menys d'un cinquè del volum total del matràs, i deflectors modelats a la superfície interior del matràs serveixen tant per a maximitzar l'intercanvi gasós com per a promoure una mescla caòtica quan els matrassos s'agiten. La taxa d'intercanvi d'oxigen en un erlenmeyer depèn del volum del líquid, del seu disseny i de la velocitat d'agitament, essent aquesta última la que hi té un impacte més significatiu.
L'oxigenació i mescla de cultius líquids depenen de la rotació dels líquids que es troben en una mateixa fase, és a dir, del moviment sincrònic del líquid provocat per la placa d'agitament.